# Ditassa emmerichii
Ditassa emmerichii är en oleanderväxtart som beskrevs av J. Fontella Pereira. Ditassa emmerichii ingår i släktet Ditassa och familjen oleanderväxter. Inga underarter finns listade i Catalogue of Life.